# Бутрос Бутрос-Гали
Бутрос Бутрос-Гали (на арабски: بطرس بطرس غالي) е египетски политик, дипломат и учен (юрист).
Бил е генерален секретар на Организацията на обединените нации и министър на външните работи на Египет.
Бутрос Бутрос-Гали е роден на 14 ноември 1922 в Кайро, Египет. Той произхожда от видно коптско семейство, негов дядо е Бутрос Гали, министър-председател на Египет в началото на 20 век. Следва международно право в Сорбоната. Между 1949 г. и 1977 г. преподава в Каирския университет. През 1977 г. заема пост във външното министерство на Египет. Същата година участва в знаковото посещение на египетския президент Ануар Садат в Израел. Застъпва политиката на помирение между Израел и Египет, спечелва си славата на ловък дипломат. Участва в решаването на редица конфликтни ситуации в Африка и Близкия изток.
От януари 1992 г. до декември 1996 г. Бутрос Гали е генерален секретар на ООН. Той е първият арабин и първият африканец, който заема този пост. По време на председателството си се сблъсква със сериозни финансови затруднения на международната организация. Критикуван е заради провала на ООН да предотврати геноцида в Руанда през 1994 г. Застъпник на програмата „Петрол срещу храни“ за снабдяване на Ирак след Войната в Персийския залив от 1990 г. Сините каски на ООН под негово ръководство също се не успяват ефективно да опазват мира по време на войната в Босна и Херцеговина. Бутрос Гали е първият генерален секретар на ООН, който не е избран за втори мандат начело на ООН. За последното спомага и критичното отношение на САЩ към него.
От 1997 г. до 2002 г. е начело на Международната организация на франкофонските страни.